# Runde Shaw
Runde Shaw, de son vrai nom Shao Rendi (邵村人, 1898 - 18 septembre 1973), est un industriel hongkongais. Avec ses autres frères, Runje, Runme et Run Run, il est l'un des pionniers de l'industrie cinématographique en Asie.
Originaire de Shanghai, il se rend à Hong Kong dans les années 1930 pour y développer une filiale de l'entreprise familiale. Run Run le rejoint en 1957, fonde la Shaw Brothers et prend la direction de toutes les activités cinématographiques de la famille dans la colonie britannique, tandis que Runde se recentre sur l'immobilier.

## Biographie
Runde Shaw est le second des six fils d'un marchand de textile de Shanghai nommé Shaw Yuh-hsuen (1867-1920). Né à Zhenhai, celui-ci épouse Wang Shun-xiang (1871-1939) avec qui il a 10 enfants, dont trois mourront en bas âge. Il possède sa propre entreprise d’import-export et est également propriétaire d’une salle d’opéra dans laquelle le frère de Runde Shaw, Runje Shaw, est le principal auteur et metteur en scène des pièces. Néanmoins, ce secteur d'activité finit par faire faillite. Runde étudie à l'université Saint-Jean (en) de Shanghai.
À l'époque où le cinéma en Chine en est encore à ses balbutiements, début XXe siècle, Runje Shaw saisit le potentiel commercial de la production et la distribution de films en Chine. En 1925, il fonde la société cinématographique Tianyi (aussi connue sous le nom de Unique) à Shanghai et démarre la production de films muets. Runde, Run Run et Runme rejoignent rapidement son frère dans l'entreprise. Runde devient alors le comptable de l'entreprise familiale.
Insatisfaits de leur seul marché intérieur, les frères Shaw recherchent des opportunités à l'étranger. En 1937, Runde se rend dans la colonie britannique de Hong Kong pour y établir une filiale. Unique est alors renommé Nanyang pour le marché local, puis plus tard Shaw et fils, avec Runde pour directeur des activités du studios des Shaw à Hong Kong. Après plusieurs années fructueuses de production cinématographique, le frère cadet de Runde, Run Run, prend la tête du studio et, dès 1958, Runde commence à concentrer les activités de son entreprise, la Shaw et fils, dans l'investissement immobilier, les salles de cinéma et la distribution de films. Run Run établit de son côté la Shaw Brothers et fonde en 1967 la chaîne TVB qui devient prédominante dans le paysage audiovisuel hongkongais.
Runde est marié à Pao Lien Fung et a une fille et sept fils. Il meurt à Hong Kong en 1973. Sa société, la Shaw et fils, est actuellement dans le domaine de la gestion de biens et d'investissements immobiliers.